# Kamienica przy ulicy Stefana Batorego 22 w Krakowie
Kamienica przy ulicy Stefana Batorego 22 – zabytkowa kamienica znajdująca się w Krakowie, w dzielnicy I przy ul. Stefana Batorego, na Piasku.
Kamienica została wzniesiona w latach 1883–1886. W 1901 roku wybudowana została oficyna budynku zgodnie z projektem Stefana Landsbergera.
Kamienica znajduje się na obszarze Piasku, którego układ urbanistyczny został wpisany 15 października 2015 do rejestru zabytków. Budynek znajduje się także w gminnej ewidencji zabytków.